# Chronów (gromada w powiecie szydłowieckim)
Chronów (alt. Chronów Kolonia; od 31 XII 1961 Łaziska) – dawna gromada, czyli najmniejsza jednostka podziału terytorialnego Polskiej Rzeczypospolitej Ludowej w latach 1954–1972.
Gromady, z gromadzkimi radami narodowymi (GRN) jako organami władzy najniższego stopnia na wsi, funkcjonowały od reformy reorganizującej administrację wiejską przeprowadzonej jesienią 1954 do momentu ich zniesienia z dniem 1 stycznia 1973, tym samym wypierając organizację gminną w latach 1954–1972.
Gromadę Chronów siedzibą GRN w Chronowie utworzono – jako jedną z 8759 gromad na obszarze Polski – w powiecie radomskim w woj. kieleckim, na mocy uchwały nr 13i/54 WRN w Kielcach z dnia 29 września 1954. W skład jednostki weszły obszary dotychczasowych gromad Chronów Kolonia, Chronów wieś i Łaziska ze zniesionej gminy Wolanów w tymże powiecie.
1 października 1954 gromada weszła w skład nowo utworzonego powiatu szydłowieckiego w tymże województwie, gdzie ustalono dla niej 10 członków gromadzkiej rady narodowej.
31 grudnia 1961 do gromady Chronów przyłączono wieś Ciepła ze zniesionej gromady Wałsnów oraz wieś i kolonię Zaborowie i wieś Gozdków z (nie zniesionej) gromady Wysoka, po czym gromadę Chronów zniesiono przez przeniesienie siedziby GRN z Chronowa do Łazisk i zmianę nazwy jednostki na gromada Łaziska.